# Brevicyclops asetosus
Brevicyclops asetosus – gatunek widłonoga z rodziny Cyclopidae. Opisali go w 2015 roku indyjscy zoolodzy Venkateswara Rao Totakura i Yenumula Ranga Reddy. Występuje w Indiach.